# 江背镇 (长沙县)
江背镇位于湖南省长沙县东南部，为长沙县第二大乡镇，镇域北、东、南为浏阳市地域。地缘上，江背镇北与浏阳市永安镇、洞阳镇接壤，西与葛家乡、镇头镇为邻，南连柏加镇，西与黄花镇、干杉乡交界，全镇总面积175平方公里，总人口53,997人（2000年人口普查）；辖13个村、3个社区；政府驻江背社区。

## 历史
今江背镇在1995年长沙地区撤区并乡镇之前属江背区（由五美区改名）江背镇、梅花乡和五美乡地域，1995年，三乡镇合并组建江背镇。2004年村级区划调整，调整之前为37个村、2个社区，分别为坳头村、板桥村、抄冲村、赤霞村、东庄村、洞井村、福冲村、好布村、河田村、洪江村、江背村、金田村、金洲村、开福村、立新村、联丰村、麻塘村、梅花村、美新村、楠木村、漆桥村、齐心村、清塘村、石背村、铁锁村、万古村、乌川村、五福村、五美村、湘阴村、小埠村、肖桥村、阳雀村、印山村、钟桥村、朱桥村和砖田村，2个社区；区划调整后为13个村、3个社区。

## 区划
- 3个社区：五美社区、朱家桥社区、江背社区；
- 13个村：楠木村、印山村、三叉河村、湘阴港村、金洲村、古井村、梅花村、福田村、肖排村、阳雀村、五福村、砖田村、乌川村。

## 旅游景点
徐特立故居坐落在江背镇特立村，是全国重点文物保护单位。